# Campeonato Europeu de Halterofilismo de 1987
O 66º Campeonato Europeu de Halterofilismo foi organizado pela Federação Europeia de Halterofilismo em Reims, na França entre 3 a 9 de maio de 1987. Foram disputadas 10 categorias com a presença de 160 halterofilistas.

## Medalhistas
| Evento                       | Ouro                               | Ouro              | Prata                               | Prata             | Bronze                              | Bronze            |
| Mosca (até 52 kg)            | Mosca (até 52 kg)                  | Mosca (até 52 kg) | Mosca (até 52 kg)                   | Mosca (até 52 kg) | Mosca (até 52 kg)                   | Mosca (até 52 kg) |
| ---------------------------- | ---------------------------------- | ----------------- | ----------------------------------- | ----------------- | ----------------------------------- | ----------------- |
| Arranque                     | Sevdalin Marinov · Bulgária        | 115,0 kg          | Bernard Piekorz · Polónia           | 102,5 kg          | Teodor Jakob · Roménia              | 100,0 kg          |
| Arremesso                    | Sevdalin Marinov · Bulgária        | 145,0 kg          | Bernard Piekorz · Polónia           | 130,0 kg          | Agron Haxhihyseni · Albânia         | 127,5 kg          |
| Total                        | Sevdalin Marinov · Bulgária        | 260,0 kg          | Bernard Piekorz · Polónia           | 232,5 kg          | Agron Haxhihyseni · Albânia         | 222,5 kg          |
| Galo (até 56 kg)             |                                    |                   |                                     |                   |                                     |                   |
| Arranque                     | Mitko Grablev · Bulgária           | 130,0 kg          | Arvo Ojalehto · Finlândia           | 105,0 kg          | Giovanni Scarantino · Itália        | 105,0 kg          |
| Arremesso                    | Mitko Grablev · Bulgária           | 165,0 kg          | Imrich Rusniak · Tchecoslováquia    | 140,0 kg          | Arvo Ojalehto · Finlândia           | 132,5 kg          |
| Total                        | Mitko Grablev · Bulgária           | 295,0 kg          | Imrich Rusniak · Tchecoslováquia    | 245,0 kg          | Arvo Ojalehto · Finlândia           | 237,5 kg          |
| Pena (até 60 kg)             |                                    |                   |                                     |                   |                                     |                   |
| Arranque                     | Stefan Topurov · Bulgária          | 140,0 kg          | Attila Czanka · Roménia             | 137,5 kg          | Muhady Sedaev · União Soviética     | 137,5 kg          |
| Arremesso                    | Attila Czanka · Roménia            | 170,0 kg          | Stefan Topurov · Bulgária           | 170,0 kg          | Muhady Sedaev · União Soviética     | 170,0 kg          |
| Total                        | Stefan Topurov · Bulgária          | 310,0 kg          | Attila Czanka · Roménia             | 307,5 kg          | Muhady Sedaev · União Soviética     | 307,5 kg          |
| Leve (até 67,5 kg)           |                                    |                   |                                     |                   |                                     |                   |
| Arranque                     | Mikhail Petrov · Bulgária          | 157,5 kg          | Israel Militosyan · União Soviética | 150,0 kg          | Joachim Kunz · Alemanha Oriental    | 147,5 kg          |
| Arremesso                    | Mikhail Petrov · Bulgária          | 190,0 kg          | Israel Militosyan · União Soviética | 185,0 kg          | Joachim Kunz · Alemanha Oriental    | 185,0 kg          |
| Total                        | Mikhail Petrov · Bulgária          | 347,5 kg          | Israel Militosyan · União Soviética | 335,0 kg          | Joachim Kunz · Alemanha Oriental    | 332,5 kg          |
| Médio (até 75 kg)            |                                    |                   |                                     |                   |                                     |                   |
| Arranque                     | Andrei Socaci · Roménia            | 165,0 kg          | Borislav Gidikov · Bulgária         | 165,0 kg          | Aleksandar Varbanov · Bulgária      | 160,0 kg          |
| Arremesso                    | Aleksandar Varbanov · Bulgária     | 210,0 kg          | Andrei Socaci · Roménia             | 202,5 kg          | Borislav Gidikov · Bulgária         | 202,5 kg          |
| Total                        | Aleksandar Varbanov · Bulgária     | 370,0 kg          | Andrei Socaci · Roménia             | 367,5 kg          | Borislav Gidikov · Bulgária         | 367,5 kg          |
| Pesado-ligeiro (até 82,5 kg) |                                    |                   |                                     |                   |                                     |                   |
| Arranque                     | Asen Zlatev · Bulgária             | 177,5 kg          | Israil Arsamakov · União Soviética  | 170,0 kg          | László Barsi · Hungria              | 167,5 kg          |
| Arremesso                    | Asen Zlatev · Bulgária             | 215,0 kg          | Constantin Urdas · Roménia          | 210,0 kg          | Petre Becheru · Roménia             | 207,5 kg          |
| Total                        | Asen Zlatev · Bulgária             | 392,5 kg          | László Barsi · Hungria              | 372,5 kg          | Petre Becheru · Roménia             | 367,5 kg          |
| Meio-pesado (até 90 kg)      |                                    |                   |                                     |                   |                                     |                   |
| Arranque                     | Anatoly Khrapaty · União Soviética | 185,0 kg          | Viktor Tregubov · União Soviética   | 185,0 kg          | Sławomir Zawada · Polónia           | 182,5 kg          |
| Arremesso                    | Anatoly Khrapaty · União Soviética | 230,0 kg          | Rumen Teodosiev · Bulgária          | 230,0 kg          | Viktor Tregubov · União Soviética   | 220,0 kg          |
| Total                        | Anatoly Khrapaty · União Soviética | 415,0 kg          | Rumen Teodosiev · Bulgária          | 410,0 kg          | Viktor Tregubov · União Soviética   | 405,0 kg          |
| Pesado I (até 100 kg)        |                                    |                   |                                     |                   |                                     |                   |
| Arranque                     | Nicu Vlad · Roménia                | 195,0 kg          | Andor Szanyi · Hungria              | 190,0 kg          | Pavel Kuznetsov · União Soviética   | 182,5 kg          |
| Arremesso                    | Andor Szanyi · Hungria             | 232,5 kg          | Pavel Kuznetsov · União Soviética   | 227,5 kg          | Nicu Vlad · Roménia                 | 227,5 kg          |
| Total                        | Andor Szanyi · Hungria             | 422,5 kg          | Nicu Vlad · Roménia                 | 422,5 kg          | Pavel Kuznetsov · União Soviética   | 410,0 kg          |
| Pesado II (até 110 kg)       |                                    |                   |                                     |                   |                                     |                   |
| Arranque                     | Yury Zakharevich · União Soviética | 202,5 kg          | Artur Akoyev · União Soviética      | 195,0 kg          | Stefan Botev · Bulgária             | 187,5 kg          |
| Arremesso                    | Stefan Botev · Bulgária            | 242,5 kg          | Yury Zakharevich · União Soviética  | 237,5 kg          | Artur Akoyev · União Soviética      | 235,0 kg          |
| Total                        | Yury Zakharevich · União Soviética | 440,0 kg          | Stefan Botev · Bulgária             | 430,0 kg          | Artur Akoyev · União Soviética      | 430,0 kg          |
| Superpesado (+ 110 kg)       |                                    |                   |                                     |                   |                                     |                   |
| Arranque                     | Antonio Krastev · Bulgária         | 215,5 kg          | Yevgeny Sypko · União Soviética     | 200,0 kg          | Istvan Kovacs · Hungria             | 185,0 kg          |
| Arremesso                    | Antonio Krastev · Bulgária         | 252,5 kg          | Yevgeny Sypko · União Soviética     | 245,0 kg          | Anatoly Pisarenko · União Soviética | 240,0 kg          |
| Total                        | Antonio Krastev · Bulgária         | 467,5 kg          | Yevgeny Sypko · União Soviética     | 445,0 kg          | Petr Hudeček · Tchecoslováquia      | 405,0 kg          |

## Quadro de medalhas
Quadro de medalhas no total combinado
| Ordem | País              | Medalha de ouro | Medalha de prata | Medalha de bronze | Total |
| ----- | ----------------- | --------------- | ---------------- | ----------------- | ----- |
| 1     | Bulgária          | 7               | 2                | 1                 | 10    |
| 2     | União Soviética   | 2               | 2                | 4                 | 8     |
| 3     | Hungria           | 1               | 1                | 0                 | 2     |
| 4     | Roménia           | 0               | 3                | 1                 | 4     |
| 5     | Tchecoslováquia   | 0               | 1                | 1                 | 2     |
| 6     | Polónia           | 0               | 1                | 0                 | 1     |
| 7     | Albânia           | 0               | 0                | 1                 | 1     |
| 7     | Alemanha Oriental | 0               | 0                | 1                 | 1     |
| 7     | Finlândia         | 0               | 0                | 1                 | 1     |
| Total | Total             | 10              | 10               | 10                | 30    |